# Maladera incola
Maladera incola är en skalbaggsart som beskrevs av Ahrens 2004. Maladera incola ingår i släktet Maladera och familjen Melolonthidae. Inga underarter finns listade i Catalogue of Life.